# Done in Oil
Pour plus de détails, voir Fiche technique et Distribution.
Done in Oil est un film américain réalisé par Charles Avery, sorti en 1917.

## Fiche technique
- Titre original : Done in Oil
- Réalisation : Charles Avery
- Scénario : Clarence G. Badger, Hampton Del Ruth, John Grey
- Photographie : Robert Walters
- Production : Mack Sennett
- Société de production : Keystone
- Société de distribution : Keystone
- Pays d'origine :  États-Unis
- Langue originale : anglais
- Format : noir et blanc — 35 mm — 1,33:1 — Film muet
- Genre : drame
- Durée : une bobine
- Date de sortie :
  - États-Unis : 25 février 1917
- Licence : Domaine public

## Distribution
- Reggie Morris
- Claire Anderson
- Patrick Kelly
- Harry Depp
- Charles Bennett